# Dendropanax nutans
Dendropanax nutans là một loài thực vật có hoa trong Họ Cuồng cuồng. Loài này được (Sw.) Decne. & Planch. mô tả khoa học đầu tiên năm 1854.